# Aleksandr Aleksandrovič Archangel'skij
Aleksandr Aleksandrovič Archangel'skij (in russo Алекса́ндр Алекса́ндрович Арха́нгельский?; Kazan', 29 dicembre 1892, 17 dicembre del calendario giuliano – Mosca, 18 dicembre 1978) è stato un ingegnere aeronautico sovietico.

## Biografia
Aleksandr Archangel'skij nacque a Kazan' nel 1892. Terminati gli studi superiori, nel 1911 si iscrisse alla facoltà di fisica e matematica dell'Università di Mosca, ma già nel 1912 si trasferì alla Scuola tecnica imperiale, dove divenne membro del gruppo di studi aeronautici diretto da Nikolaj Žukovskij e successivamente ricercatore presso il laboratorio di aerodinamica.
Dal 1915 insegnò alla Scuola professionale aeronautica di Mosca, lavorando allo stesso tempo presso l'ufficio collaudi di Žukovskij. È in quel periodo che fece amicizia con colleghi quali Tupolev, Stečkin, Vetčinkin e Mikulin. Nel 1918 concluse gli studi universitari ed iniziò a lavorare all'Istituto centrale di aeroidrodinamica, recentemente costituito, come assistente di Tupolev, che dirigeva il reparto aviazione. Insieme a Stečkin, negli anni venti progettò e realizzò alcune aeroslitte ARBES, che furono prodotte in serie limitate.
Dal 1922 continuò a collaborare con Tupolev nell'OKB da lui fondato, il numero 156. Nel 1926 ne divenne vice progettista capo, nel 1932 fu nominato direttore della squadra dedicata agli aerei veloci e nel 1936 progettista capo di un proprio OKB nella fabbrica numero 22, nel quartiere moscovita di Fili. Qui guidò l'avvio della produzione in serie dei bombardieri SB.
Nel 1938 fu arrestato per una falsa accusa, ma non venne condannato. Fu quindi destinato ad un ufficio speciale (il CKB-29, noto anche come šaraška di Tupolev), nel quale rimase fino al 1941. Dopo l'inizio della Seconda guerra mondiale, l'OKB di Archangel'skij fu unito a quello di Tupolev dopo essere stato evacuato a Omsk.
Nel 1943 Archangel'skij, insieme a tutto il personale dell'OKB di Tupolev, fece ritorno a Mosca, dove lavorò nella fabbrica numero 156 alla modernizzazione del Tu-2. Dalla fine del 1945 fu il braccio destro di Tupolev nella progettazione, fortemente richiesta da Stalin, dei bombardieri strategici Tu-4, un cui lotto sperimentale prese parte alla parata aeronautica di Mosca dell'estate del 1947.
Dal 1971 fu progettista capo e presidente del Consiglio tecnico-scientifico dell'OKB di Tupolev.
Morì a Mosca nel 1978, e fu sepolto nel cimitero di Novodevičij.

## Aerei progettati
Aleksandr Archangel'skij ha partecipato alla progettazione e alla realizzazione dei seguenti modelli:
- Tupolev ANT-2
- Tupolev ANT-4
- Tupolev ANT-6
- Tupolev ANT-9
- Tupolev ANT-20
- Tupolev ANT-40
- Arkhangelsky Ar-2
- Tupolev Tu-4
- Tupolev Tu-14
- Tupolev Tu-104
- Tupolev Tu-114
- Tupolev Tu-124
- Tupolev Tu-134
- Tupolev Tu-154

## Onorificenze

### Altre onorificenze
- Scienziato benemerito della RSFS Russa (8 agosto 1947)
- Premio N. E. Žukovskij
- Medaglia d'oro N. E. Žukovskij per la teoria aeronautica (1962)